# Kunice (Słubice)
Kunice (deutsch Kunitz, früher Cunitz) ist ein Dorf in der polnischen Woiwodschaft Lebus. Es gehört zur Stadt-Land-Gemeinde Słubice. Der westlich der Oder gelegene, früher zu Kunitz gehörende Ortsteil Kunitz-Loose blieb 1945 bei Deutschland und gehört heute zur Gemeinde Wiesenau.

## Geographische Lage
Das Dorf liegt  in der Mark Brandenburg auf der Abdachung einer Berghöhe am rechten Ufer der Oder,  etwa elf  Kilometer südöstlich des ehemaligen Frankfurter Stadtteils Dammvorstadt.

## Geschichte
Die erste urkundliche Erwähnung einer Siedlung an der Stelle des heutigen Kunice war der Freebrif des Herzogs Leszek von Krakau vom 12. Mai 1282. Herrmann v. Lossow verkaufte 1373 den Ort an die Stadt Frankfurt (Oder). 1436 bestätigte Otto v. Lossow der Stadt, dass sie Kunitz von seinem Großvater Hermann v. Lossow durch rechtmäßigen Kauf erworben habe.
Da der Stadt Frankfurt auf dem rechten Oderufer außerdem die benachbarten vier Dörfer Schwetig, Kunersdorf, Reipzig und Trettin gehörten und die fünf Dörfer zusammengenommen die Eigenschaft eines Ritterguts besaßen, stand dem  Frankfurter Stadtrat ein Sitz der Ritterschaft im Landtag zu.
Im Oktober 1477 plünderte und brandschatzte ein Heer unter Hans von Sagan und Crossen das Dorf.
1651 bestand eine Schule im Ort.
Während des Siebenjährigen Krieges ritten am 18./19. September 1759 etwa 200 russische Kosaken in das Dorf ein und forderten von den Bewohnern Verpflegung.
1785 gab es im Ort einen Lehnschulzen, einen Krug, einen Schmied, 13 Bauern, neun Großkossäten, elf Kleinkossäten, 20 Hausleute, zwei Schäfer, einen Unterförster und einen Schulmeister. Die Bauern waren im Vorwerk Reipzig angestellt. 1797 wurden in Kunitz 115 Pferde, 93 Ochsen, 168 Kühe, 232 Schweine und 381 Schafe gezählt.
Am 16. Dezember 1806 wurden 400 französische Soldaten in Kunitz einquartiert, die bei ihrem Abmarsch am nächsten Tag 20 Pferde des Dorfes mitnahmen. Infolge des Krieges hatte sich die Situation im Dorf verschlechtert, was sich auch anhand der Viehzahlen erkennen lässt, die im Vergleich zu 1797 stark zurückgegangen waren.  Der Ort hatte 1819 61 Wohnhäuser, 62 Wirtschaftsgebäude und eine Mühle;  es gab 66 Pferde, 75 Ochsen, 115 Kühe und 107 Schweine in Kunitz.
1854 verursachte ein Hochwasser einen Schaden von 14.559 Talern.
1873 wurde der Ort Teil des neu gebildeten Landkreises Weststernberg.
Bei der Kreistagswahl vom 30. November 1925 stimmten 121 für die SPD, 75 für die KPD, 17 für den Block der Mitte, 139 für die Brandenburger Heimatliste und sechs für die NSDAP.
Am 2. Mai 1931 beschloss die Gemeindevertretung die Festlegung der Ortsschreibweise auf Kunitz, zuvor war auch Cunitz üblich.
Am 12. Oktober 1930 wurde eine neu errichtete Schule eingeweiht.
Bei der Reichstagswahl vom November 1932 stimmten 91 für die SPD, 189 für die KPD, 12 für die DNVP und 163 für die NSDAP.
Kunitz gehörte zum Landkreis Weststernberg, Regierungsbezirk Frankfurt, in der preußischen Provinz Brandenburg des Deutschen Reichs.
Zum Ende des Zweiten Weltkriegs  flüchtete am  1. Februar 1945  fast die gesamte Einwohnerschaft von Kunitz  über die zugefrorene Oder in Richtung Frankfurt. Am 2./3. Februar wurde das Dorf  von der Roten Armee, entweder der 69. oder der 33. Armee, besetzt. Nach Kriegsende wurde Kunitz zusammen mit anderen deutschen Gebieten östlich der Oder-Neiße-Linie  unter polnische Verwaltung gestellt. Es begann die Migration polnischer Zivilisten. Verbliebene oder zurückgekehrte Einheimische wurden aus ihren Häusern gedrängt und in der Folgezeit aus Kunitz vertrieben. Das deutsche Dorf Kunitz wurde in Kunice umbenannt.

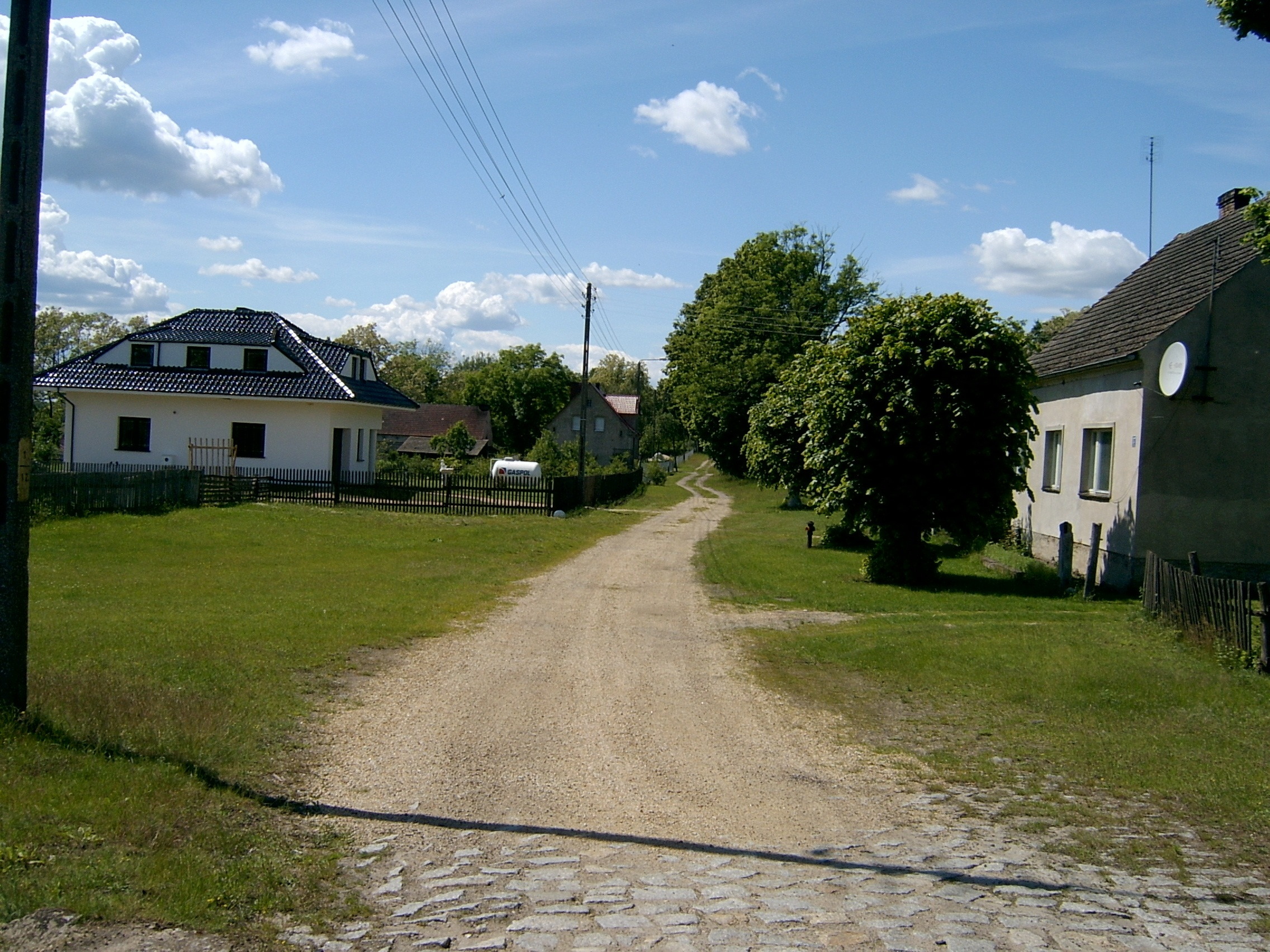
Kunice 2006

### Demographie
| Jahr | Einwohnerzahl am 1. Dezember | Anmerkungen                                             |
| ---- | ---------------------------- | ------------------------------------------------------- |
| 1819 | 283                          | [ 4 ]                                                   |
| 1831 | 467                          | [ 4 ]                                                   |
| 1867 | 810                          | am 3. Dezember                                          |
| 1871 | 873                          | am 1. Dezember, davon 871 Evangelische, zwei Katholiken |
| 1910 | 890                          | [ 6 ]                                                   |
| 1933 | 972                          | [ 7 ]                                                   |
| 1936 | 856                          | [ 4 ]                                                   |
| 1939 | 899                          | [ 7 ]                                                   |

### Kirchspiel
Der Ort hatte keine eigene Kirche, seine evangelische Bevölkerung  war in  dem Kirchdorf Reipzig  eingepfarrt.

### Namensherkunft
- Der alte slawische Name des Ortes Cunice bedeutet möglicherweise Ansiedlung im Kieferngehölz. Aber auch die Ableitung von kunize bzw. Kuna für Marder wird diskutiert.

## Persönlichkeiten
- Irene Westphal (* 1930 in Kunitz), Politikerin, Bürgermeisterin der Stadt Brühl